# Corning Inc.
Corning Incorporated é uma empresa estadunidense, fabricante de vidros, cerâmicas e materiais relacionados, principalmente para aplicações industriais e científicas. A empresa era conhecida como Corning Glass Works, até 1989, quando mudou seu nome para Corning Incorporated. Em 1998, a Corning se desfez de suas linhas de consumo de louça e mesa CorningWare e Corelle e utensílios de cozinha Pyrex vendendo-as para a World Kitchen, mas ainda mantém participação de cerca de 8% nelas. A partir de 2014,
 Corning tinha cinco grandes sectores de atividade: Tecnologias de Exibição, Tecnologias Ambientais, Ciências da Vida, Comunicações Ópticas e Materiais Especiais. Corning está envolvida em duas joint ventures: a Dow Corning e a Pittsburgh Corning. Quest Diagnostics e a Covance foram desmembradas da Corning, em 1996.

## História
Corning Glass Works foi fundada em 1851 por Amory Houghton, em Somerville, Massachusetts, originalmente, como Bay State Glass Co. Mais tarde mudou-se para Williamsburg, Brooklyn, Nova York, e operou como Brooklyn Flint Glass Works. A empresa mudou-se novamente para sua sede final e homônima, a cidade de Corning, Nova York, em 1868, sob a liderança do filho do fundador, Amory Houghton, Jr.
Mais de 147 anos mais tarde, Corning continua a manter a sua sede mundial em Corning, NY, A empresa também estabeleceu um dos primeiros laboratórios de pesquisa  industriais em 1908. Continua a expandir-se nas nas áreas de pesquisa e desenvolvimento de instalações, bem como de operações associadas com conversores catalíticos e filtros de partículas diesel. Corning tem uma longa história de desenvolvimento de comunidades e tem a certeza de líderes comunitários que pretende permanecer com sua sede no interior do estado de Nova York, 
O telescópio de espelho de  200 polegadas (5.1 m) do Instituto de Tecnologia da Califórnia no Observatório Palomar, foi lançado pela Corning durante os anos de 1934-1936 em vidro de borossilicato de baixa expansão. Em 1932, George Ellery Hale entrou na Corning com o desafio de fabricar a óptica necessária para seu Projeto Palomar.
Em 1935, Corning fez uma parceria com a frabricante de garrafas de chá, Owens-Illinois, que juntas formaram a empresa hoje conhecida como a Owens Corning. A Owens Corning foi desmembrada formando uma empresa separada em 1938.
Em 1962, Corning desenvolveu um novo para-brisa para temperado, projetado para ser mais fino e mais leve do que o já existente, o que reduziu o risco de ferimentos pessoais, por quebrar-se em pequenos grãos, quando esmagado. Este vidro temperado tinha uma camada externa quimicamente endurecida, e na sua fabricação foi incorporarada uma troca de íons e um "processo de fusão", em fornos especiais que a Corning construiu em Blacksburg, Virginia. Corning desenvolveu-lo como uma alternativa para para-brisas de vidro laminado, com o intuito de se tornar uma fornecedora para a indústria automotiva. O novo para-brisas estreou em 1970, ano de lançamento dos modelos AMC Javelin e AMX, construídos pela American Motors Corporation (AMC). Como não haviam normas de segurança obrigatórias para veículos a motor com para-brisas, as maiores montadoras não tinham nenhum incentivo financeiro para alteração dos baratos produtos já existentes. Corning terminou seu projeto de para-brisa em 1971, depois de ser chamada de a empresa com as "maiores e mais caras falhas." No entanto, como muitas inovações da Corning, o exclusivo processo de fabricação do vidro automotivo ressuscitou e hoje é a base de seus mais rentáveis vidros LCD.
No termino de 1970, a empresa anunciou que os pesquisadores Robert D. Maurer, Donald Keck, Pedro C. Schultz e Frank Zimar tinha descoberto uma fibra óptica com uma baixa atenuação óptica de 17 dB por km, feita de sílica de vidro com titânio. Alguns anos mais tarde, eles produziram uma fibra com apenas 4 dB/km, utilizando o óxido de germânio como núcleo dopante. Tais baixas atenuações feitas com fibra óptica foram rapidamente utilizada nas indústrias de telecomunicações e redes. Corning tornou-se a líder mundial na fabricação de fibra óptica.
Em 1977, foi prestada consideravel atenção para o projeto Corning Z Glass. Z Glass é um produto usado em tubos de imagem para televisões. Devido a uma série de fatores, este projeto foi considerado uma acentuada perda de lucro e produtividade. No ano seguinte, o projeto fez uma recuperação parcial. Este incidente tem sido citado como um caso para estudo no colégio de negócios da Universidade Harvard.
Os lucros da empresa aumentaram muito nos finais da década de 1990. Durante o chamado "boom" ponto com, a Corning expandiu a fabricação de fibras de forma significativa com várias novas fábricas. A empresa também entrou no mercado fotônico, investindo fortemente com a intenção de se tornar o principal fornecedor de fibra-óptica. A falha ao obter êxito em fotônica e o colapso do mercado ponto com em 2000 teve um grande impacto sobre a empresa, e as ações da Corning despencaram para US$1. No entanto, a partir de 2007, a empresa havia publicado cinco anos consecutivos de melhoria no desempenho financeiro.

## Tecnologias atuais

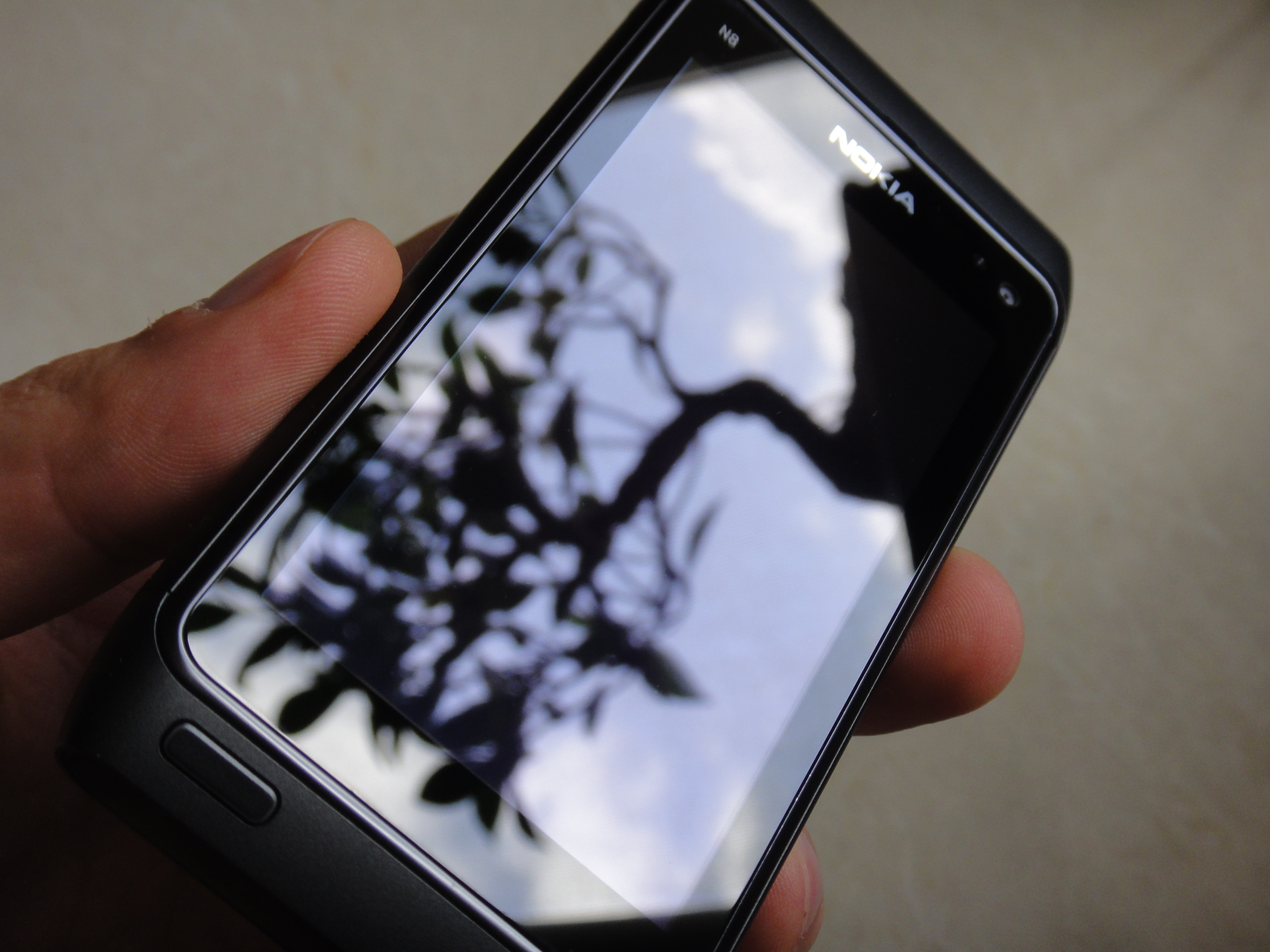
Descrição:Gorilla glass screen of a Nokia N8

Em 2011, a Corning anunciou a expansão das instalações existentes e a construção de um complexo fabril com a Sharp Corporation em Sakai, Osaka, Japão. O LCD é produzido sem metais pesados. Corning é uma fabricante de vidros usados em monitores de cristal líquido.
A empresa continua a produzir fibra óptica e cabos para o setor de comunicações na sua fábrica em Wilmington e Concord na Carolina do Norte. Ela também é um dos principais fabricantes de cerâmicas para controle de emissões em conversores catalíticos de automóveis e caminhões leves que utilizam motores a gasolina. A empresa também está investindo na produção de cerâmica de controle de emissão para motores diesel, como resultado das mais rigorosas normas de emissão para motores, tanto nos Estados Unidos, quanto no exterior.
Em 2007, Corning apresentou uma fibra óptica chamada ClearCurve, que usa tecnologia de nano-estrutura, para facilitar o pequeno raio de dobra encontrado em instalações FTTX.
Gorilla Glass, que é uma fina folha de vidro  de alta resistência feita de álcali-aluminossilicato, usada como uma capa protetora de vidros em telefones móveis com telas sensíveis ao toque, oferecendo resistência a riscos e durabilidade, foi colocado à venda em 2008. De acordo com o livro "Steve Jobs" de Walter Isaacson, o Gorilla Glass foi usado no primeiro iPhone, lançado em 2007.
Em 25 de outubro de 2011, Corning apresentou o Lotus Glass, um ambiente de alta performance desenvolvido para telas OLED e LCD.
Corning investe cerca de 10% de sua receita em pesquisa e desenvolvimento, e alocou US$300 milhões na expansão do seu Parque de Instalações Sullivan, perto de sede em Corning, Nova York.
Corning Incorporated também fabrica uma sílica alta pureza fundida, empregadas em sistemas microlitograficos, uma baixa expansão de vidro utilizado na construção do espelho reflexivo de vidro dos ônibus espaciais estadunidenses, e vidro artístico Steuben. O número de instalações da Corning que ainda utilizam os tradicionais tanques de vidro derretido tem diminuído ao longo dos anos, mas mantém a capacidade de fornecimento de vidros a granel ou acabados de vários tipos.
Corning está envolvida na pesquisa e desenvolvimento de lasers verdes, abatimento de mercúrio, micro-reatores, energia solar fotovoltaica, e de silício no vidro. Através de sua divisão de Ciências da Vida, a empresa oferece produtos para apoio a pesquisas, incluindo células-tronco.

## Outras atividades
Corning emprega cerca de 34.000 pessoas em todo o mundo e teve vendas de US$10.217 bilhões em 2014. A empresa foi citada por muitos anos na Fortune 500, sendo classificada como a 297ª entre as 500 maiores empresas dos Estados Unidos em 2015.
Em seus 160 anos de história, Corning inventou um processo para a produção rápida e de baixo custo de lâmpadas, incluindo o desenvolvimento do vidro para a lâmpada de Thomas Edison. Ela foi um dos primeiros e a principal fabricante de painéis de vidro e funis para tubos de televisão, inventado e produzido em Vycor (vidro que resiste a altas temperaturas e resistente ao choque térmico). Corning inventadou e produziu utensílios de cozinha feitos com vidros de cerâmica com as marcas Pyre e, CorningWare Pyroceram, e louça de vidro resistente com a marca Corelle. Corning fabricou os vidros dos veículos espaciais tripulados dos Estados Unidos e forneceu vidro para o espelho primário do Telescópio Espacial Hubble. Corning ganhou por quatro vezes a Medalha Nacional de Tecnologia por seus produtos e inovações.  
Em julho de 2008, Corning anunciou a venda de Steuben Glass Works para a Steuben Glass LLC, uma filial da empresa de private equity Schottenstein Stores Corporation.
Em fevereiro de 2011, Corning adquiriu a empresa israelense MobileAccess Networks, que desenvolve sistemas de antenas de distribuição, que são muitas vezes utilizados por universidades, estádios e aeroportos para garantir a perfeita cobertura wireless em toda a propriedade. MobileAccess Networks tornou-se parte da unidade de negócios em telecomunicações da Corning.

## Conselho de administração
A partir de 2016
- Donald W. Blair: Ex-vice-presidente executivo e diretor financeiro da Nike.
- Stephanie A. Burns: Ex-presidente e CEO da Dow Corning Corporation.
- João A. Canning, Jr.: Presidente da Madison Dearborn Partners, LLC.
- Richard T. Clark: Ex-presidente do conselho, presidente e diretor executivo da Merck & Co., Inc.
- Robert F. Cummings, Jr.: Ex-vice-presidente do Banco de Investimentos JPMorgan Chase & Co.
- Deborah A. Henretta: Ex-presidente do grupo de negócios virtuais da Procter & Gamble.
- Daniel P. Huttenlocher: Reitor e Vice-Reitor da Universidade de  Tecnologia Cornell.
- Kurt M. Landgraf: Ex-presidente e Diretor Executivo da Educational Testing Service.
- Kevin Martin: Ex-Vice-Presidente do setor Móvel e de Política de Acesso Global do Facebook.
- Deborah D. Rieman: Presidente Executivo do Grupo MetaMarkets.
- Hansel E. Tookes II: Ex-Presidente e Diretor Executivo da Raytheon Aircraft Company.
- Wendell P. Weeks: Presidente e Diretor Executivo da Corning Incorporated.
- Mark S. Wrighton: Chanceler e Professor de Química da Universidade de Washington em St. Louis.